# Alice Braga

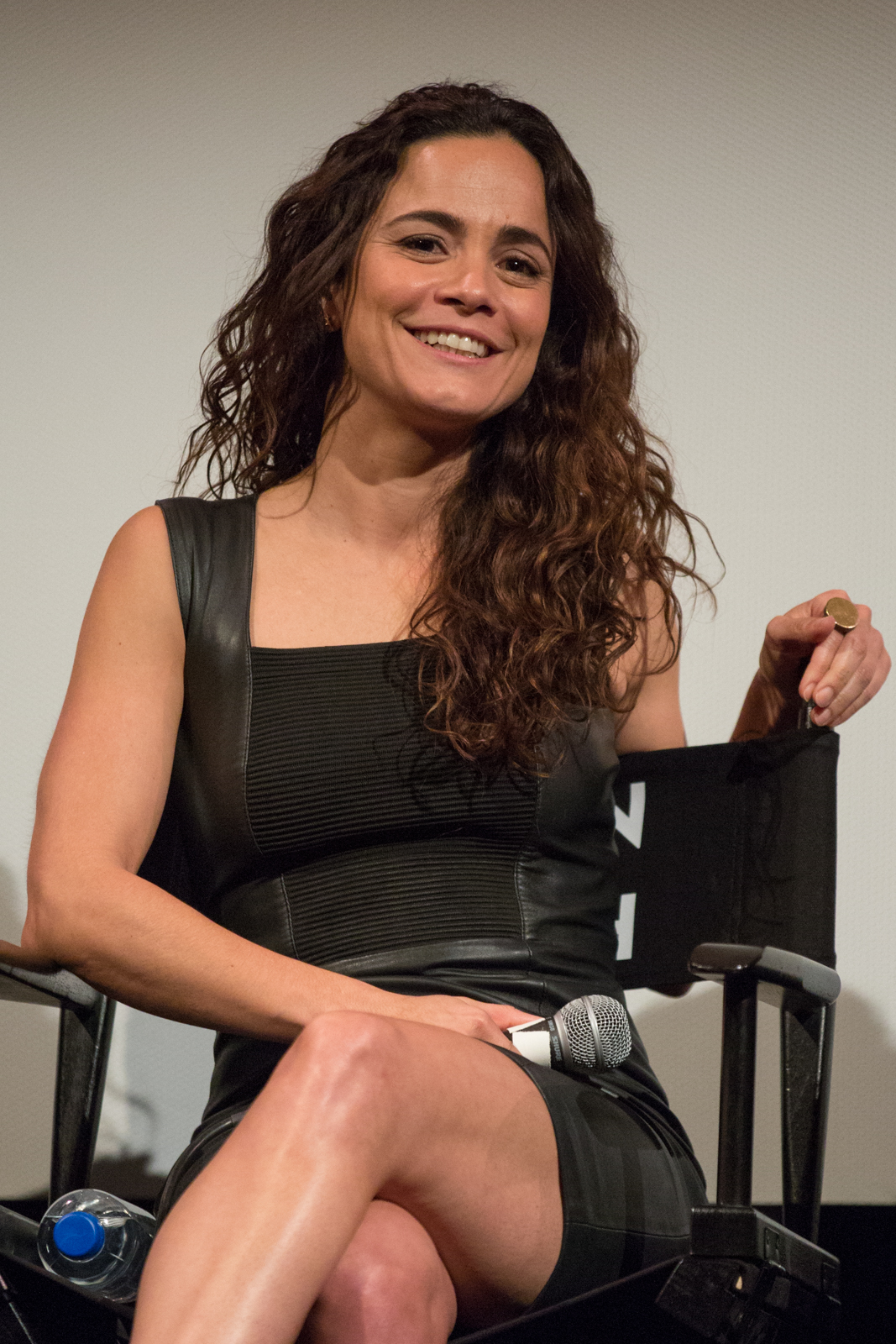
Alice Braga, 2016.

Alice Braga (anhörenⓘ, * 15. April 1983 in São Paulo) ist eine brasilianische Schauspielerin.

## Leben und Karriere
Bekanntheit erlangte Braga durch die Rolle der Angélica in City of God aus dem Jahr 2002, ihrem ersten Spielfilm überhaupt. Es folgten mehr als 40 Fernseh- und vor allem Filmrollen. Seit Mitte der 2000er Jahre ist sie auch in internationalen Produktionen zu sehen. Sie wurde auf verschiedenen Filmfestivals mehrfach für ihre Arbeit ausgezeichnet.
Ihre Tante mütterlicherseits ist die Schauspielerin Sônia Braga.
2018 wurde Braga in die Academy of Motion Picture Arts and Sciences aufgenommen, die jährlich die Oscars vergibt.

## Filmografie (Auswahl)
- 1998: Trampolim (Kurzfilm)
- 2002: City of God
- 2005: Cidade Baixa / Lower City
- 2005: Sólo Dios sabe / Only God Knows
- 2006: O Cheiro do Ralo / Drained
- 2006: Journey to the End of the Night
- 2007: Rummikub
- 2007: A Via Láctea / The Milky Way
- 2007: I Am Legend
- 2008: Die Stadt der Blinden (Blindness)
- 2008: Redbelt
- 2009: Cabeça a Prêmio
- 2009: Crossing Over
- 2010: Repo Men
- 2010: Predators
- 2011: The Rite – Das Ritual (The Rite)
- 2012: On the Road – Unterwegs (On the Road)
- 2013: Elysium
- 2014: Latitudes
- 2014: Portrait of a Thief (Muitos Homens Num Só)
- 2014: Ardor (El Ardor)
- 2014: Kill Me Three Times – Man stirbt nur dreimal (Kill Me Three Times)
- 2016: Entre Idas e Vindas
- 2016–2021: Queen of the South (Fernsehserie)
- 2016: Das Duell (The Duel)
- 2017: Die Hütte – Ein Wochenende mit Gott (The Shack)
- 2020: Eduardo e Mônica
- 2020: The New Mutants
- 2020: Soul (Sprechrolle)
- 2020: We Are Who We Are (Fernsehserie, 5 Folgen)
- 2021: The Suicide Squad
- 2023: Hypnotic
- 2023: Share?
- 2023: A Murder at the End of the World (Fernsehserie, 5 Folgen)
- 2024: Noah’s Ark (Stimme)
- seit 2024: Dark Matter – Der Zeitenläufer (Dark Matter, Fernsehserie)